# 大有国
大有国，亦称大有帝国、大有王朝。是指1985年在中国四川省广安县（在今四川省广安市境），由曾应龙为首成立的一个秘密结社政权。

## 成立经过
1985年，四川广安县当地村民马兴、牛大全等人，趁当地政府推行计划生育政策激起当地民众普遍反感之际，谋划于当地发动起义，对抗中共邓小平政府。随后开始积极策划利用封建迷信，制造声势，蛊惑群众。马兴和牛大全等人获悉广安县农民曾应龙因在外打工生子，为躲避家乡正在开展的计划生育运动，携带妻儿在河南省新乡市暂时落脚。遂据此在广安县内散布谣言，宣称有大鲵从乌江中游的观音岩中爬出，会讲人话，且总在月明之夜，从岩腔里向外唱一首内容为“假龙沉，真龙升；河之南，降太平”的童谣。马兴和牛大全等人随后又将写有童谣内容，刻着“大有”二字的黄绫暗藏于一条大鲵体内，后又由充当风水先生的马兴当众取出，对天地三拜九叩，宣称这乃是玉皇大帝诏示，“真龙升”，正暗合“曾应龙”这个姓名，“河之南”即河南，亦有坐北朝南之意，“新乡”这个地名正是新天子藏身之地。随后马兴率领部分信徒以“迎驾”的名义前往河南新乡，曾应龙遂被信徒簇拥着黄袍加身，返回广安县正式登基称帝。取“大家都有”之意定国号为“大有”，建立年號，改1985年为太平元年，颁布内容为“有地大家种，有钱大家花，娃儿随便生”的立国御旨，并封官授爵，其中牛大全为宰相，马兴为太尉。曾应龙宣称“大有国”管辖范围包括湘、贵、川交界，有三县之地，还宣称“大有国”境外的省市均为“外国”，如“四川成都国”，“湖南长沙国”和“北京国”等。为迎合当地群众对计划生育政策的不满情绪，曾应龙又颁布数道内容为斥责计划生育政策为“妖术”的诏书，并号召“大有国”臣民敞开生娃，推行如生养10个孩子以上的妇女就赐封为“诰命夫人”等举措，借机发动群众，扩大影响。
曾应龙及其党羽为进一步扩大影响力和宣传面，开始谋划攻取广安县城。1985年，曾应龙身着由白布染就、农妇描成的龙袍，率领由数千信徒组成的“御林军”持棍棒等器械攻入广安县城。随即占领县医院，驱逐院长，俘获全部医护人员，并将医院内所有避孕用品搜出并集中焚毁。随后曾应龙将县医院充作临时皇宫，并在医院内升朝，宰相牛大全和太尉马兴率文武两班大臣，着蟒袍持玉笏，依次上朝，行君臣之礼，还将医院内的年轻女护士全部纳为“嫔妃”。加上其他女子，共有四十多人。后广安县当地政府派出军队前往并将县医院围困，曾应龙率其党徒进行反抗，旋即被镇压。牛大全在战斗中被击毙，马兴强迫嫔妃集体投水殉国未遂，又用大刀斩杀其中2名护士，最终和曾应龙一起被俘获。后经审判，马兴被判处死刑，曾应龙被判处无期徒刑。

## 后续
1993年1月29日，中国著名作家与底层历史记录者廖亦武曾在位于四川东北部的大巴山中一座负责关押曾应龙的省级监狱内拜访了时年48岁的曾应龙，并对其进行了历时约2个小时的专访。曾应龙在采访中仍以“皇帝”自居，并在采访中透露了从其被拥立为帝到发动起义，兵败入狱，再到狱中生活的诸多细节。2001年，廖亦武用笔名“老威”所著的访谈类书籍《中国底层访谈录》由长江文艺出版社公开出版发行，采访曾应龙的相关内容亦被收入在该书中的“农民皇帝曾应龙”一篇中，但由于该书内容敏感旋即在中国内地遭到查禁。